# Главачова, Яна
Яна Главачова (чеш. Jana Hlaváčová; 26 марта 1938, Прага, Чехословакия — 13 января 2024) — чешская и чехословацкая актриса

, театральный педагог, почётный профессор Театрального факультета Академии исполнительских искусств в Праге (DAMU). Заслуженная артистка Чехословакии (1985). Народная артистка Чехословакии (1988).

## Биография
Сестра актрисы Даниэлы Главачовой. До 1960 года училась на театральном факультете Академии музыкальных искусств в Праге. Дебютировала на сцене Театра Йозефа Тыла в Пльзене. Затем до 1990 года выступала на сцене Национального театра в Праге.  С 1994 года играла в Театре на Виноградах.
Снимается в кино и на телевидении. Участвовала в съёмках более 155 фильмов. Внесла большой вклад в телевизионные постановки и дубляж. Сотрудничала с радио, преподавала драматическое актёрское мастерство в Театральном факультете Академии исполнительских искусств в Праге в должности профессора (с 2006).
Некоторое время занималась политикой, в 1990 г. избиралась депутатом Федерального собрания Чехословакии.
В 1995 году была номинирована на премию «Чешский лев», как лучшая актриса второго плана. В 1996 году награждена «Премией Талия» (Cena Thálie), а также Премией им. Франтишека Филиповского (2012 и 2015).

## Личная жизнь
Первым мужем Яны Главачовой был актёр Иржи Михни, умерший в 1969 году. От этого брака у нее есть дочь Тереза (1963). Затем она вышла замуж за актёра Людека Мунзара, в этом браке родилась дочь, Барбора Мунзарова (1971), которая также стала актрисой.

## Избранная фильмография
- 2005 — Ангел
- 1999 — Принцесса Римини
- 1995 — Когда солнце выходит из строя
- 1993 — Семь воронов — мать
- 1985 — Вероника
- 1982 — Третий принц — королева
- 1981 — Гости из галактики
- 1981 — В замке и около замка — Сикорова
- 1981 — Браконьеры
- 1978 — Серебряная пила
- 1978 — Дорога домой
- 1977 — Отражение
- 1976 — Роберт плюс Тереза — Тесарова
- 1972 — Секрет великого рассказчика — Катарина Лабо
- 1970 — Александр Дюма-старший
- 1968 — Объезд — руководитель отдела гостеприимства Марта Мокна
- 1967 — Кого-то я застрелил — Памела
- 1966 — Элишка и её семья — Вера
- 1965 — Школа грешников — Яна
- 1961 — Флориан — Барушка
- 1961 — Песня о сизом голубе
- 1961 — Ночной гость
- 1960 — Всюду живут люди — Эва Филипова
- 1959 — Где чёрту не под силу — Мефистофела